# Hou
Hou är en ort vid Ålborg Bugt 32 kilometer öster om Ålborg.  Orten hör till Ålborgs kommun och Region Nordjylland. Hou var tidigare ett fiskeläge, men är numera en turistort med en hamn för fritidsbåtar.